# Höchst an der Nidder
Höchst an der Nidder ist ein Ortsteil der Gemeinde Altenstadt im hessischen Wetteraukreis.

## Geographische Lage
Höchst liegt im Süden des Wetteraukreises (naturräumliche Teileinheit Heldenbergener Wetterau) nahe der Grenze zum Main-Kinzig-Kreis. Direkt an der Nidder und an der Bundesstraße 521 gelegen, ist Höchst ca. 25 km von Frankfurt am Main entfernt.

## Geschichte

### Ortsgeschichte
Die älteste erhaltene Erwähnung von Höchst stammt vom Mai 1268 und nennt die einstige Wasserburg Hoesten. Im Alten Reich gehörte das Dorf zum Freigericht Kaichen. Hier galt das Solmser Landrecht gewohnheitsrechtlich, das Gemeine Recht nur, wenn das Solmser Landrecht für einen Sachverhalt keine Bestimmungen enthielt. Das blieb auch im Großherzogtum Hessen so. Das Solmser Landrecht wurde hier erst zum 1. Januar 1900 von dem einheitlich im ganzen Deutschen Reich geltenden Bürgerlichen Gesetzbuch abgelöst.
Johann Maximilian von Günderrode kaufte 1756 das Dorf mit der in der Folge „Schloss Günderrode“ genannten Anlage von den Herren von Carben.
Im Ort existierte eine Jüdische Gemeinde, die 1830 bereits 30 Mitglieder hatte, und sich in den 1930er Jahren auflöste. Die ehemalige Synagoge befindet sich im Gäßchen. Das Fachwerkhaus wurde vermutlich schon Anfang des 19. Jahrhunderts erbaut.
Hessische Gebietsreform (1970–1977)
Im Zuge der Gebietsreform in Hessen fusionierten zum 1. Oktober 1971 die bis dahin selbständigen Gemeinden Altenstadt, Höchst a. d. Nidder und Oberau freiwillig zur erweiterten Gemeinde Altenstadt.
Für alle Ortsteile wurden Ortsbezirke gebildet.

### Verwaltungsgeschichte im Überblick
Die folgende Liste zeigt die Staaten und Verwaltungseinheiten, denen Höchst an der Nidder angehört(e):

- vor 1806: Heiliges Römisches Reich, Freiherr von Günderode (Mannlehen von der Grafschaft Isenburg)
- ab 1806: Großherzogtum Hessen (Souveränitätslande),[Anm. 2], Fürstentum Oberhessen, Patrimonialgericht von Günderrode
- ab 1815: Großherzogtum Hessen (Souveränitätslande), Provinz Oberhessen, Amt Altenstadt, Patrimonialgericht von Günderrode[10]
- ab 1821: Großherzogtum Hessen, Provinz Oberhessen, Landratsbezirk Vilbel[11][Anm. 3]
- ab 1832: Großherzogtum Hessen, Provinz Oberhessen, Kreis Friedberg
- ab 1848: Großherzogtum Hessen, Regierungsbezirk Friedberg
- ab 1852: Großherzogtum Hessen, Provinz Oberhessen, Kreis Vilbel
- ab 1867: Norddeutscher Bund,[Anm. 4] Großherzogtum Hessen, Provinz Oberhessen, Kreis Vilbel
- ab 1871: Deutsches Reich, Großherzogtum Hessen, Provinz Oberhessen, Kreis Vilbel
- ab 1874: Großherzogtum Hessen, Provinz Oberhessen, Kreis Büdingen
- ab 1918: Deutsches Reich (Weimarer Republik), Volksstaat Hessen, Provinz Oberhessen, Kreis Büdingen
- ab 1938: Deutsches Reich, Volksstaat Hessen, Kreis Büdingen[12][Anm. 5]
- ab 1945: Amerikanische Besatzungszone,[Anm. 6] Groß-Hessen, Regierungsbezirk Darmstadt, Kreis Büdingen
- ab 1946: Amerikanische Besatzungszone, Land Hessen, Regierungsbezirk Darmstadt, Kreis Büdingen
- ab 1949: Bundesrepublik Deutschland, Land Hessen, Regierungsbezirk Darmstadt, Kreis Büdingen
- ab 1971: Bundesrepublik Deutschland, Land Hessen, Regierungsbezirk Darmstadt, Kreis Büdingen, Gemeinde Altenstadt
- ab 1972: Bundesrepublik Deutschland, Land Hessen, Regierungsbezirk Darmstadt, Wetteraukreis, Gemeinde Altenstadt

### Bevölkerung
Einwohnerstruktur 2011
Nach den Erhebungen des Zensus 2011 lebten am Stichtag, dem 9. Mai 2011, in Höchst an der Nidder 1233 Einwohner. Darunter waren 36 (2,9 %) Ausländer.
Nach dem Lebensalter waren 210 Einwohner unter 18 Jahren, 507 waren zwischen 18 und 49, 273 zwischen 50 und 64 und 240 Einwohner waren älter.
Die Einwohner lebten in 531 Haushalten. Davon waren 159 Singlehaushalte, 159 Paare ohne Kinder und 162 Paare mit Kindern, sowie 42 Alleinerziehende und 9 Wohngemeinschaften. In 108 Haushalten lebten ausschließlich Senioren und in 357 Haushaltungen leben keine Senioren.
Einwohnerentwicklung
| Höchst an der Nidder: Einwohnerzahlen von 1834 bis 2021 | Höchst an der Nidder: Einwohnerzahlen von 1834 bis 2021 | Höchst an der Nidder: Einwohnerzahlen von 1834 bis 2021 | Höchst an der Nidder: Einwohnerzahlen von 1834 bis 2021 | Höchst an der Nidder: Einwohnerzahlen von 1834 bis 2021 |
| --- | ------------------------------------------------------- | ------------------------------------------------------- | ------------------------------------------------------- | ------------------------------------------------------- |
| Jahr |                                                         |                                                         |                                                         | Einwohner                                               |
| 1834 | 1834                                                    |                                                         | 517                                                     | 517                                                     |
| 1840 | 1840                                                    |                                                         | 561                                                     | 561                                                     |
| 1846 | 1846                                                    |                                                         | 593                                                     | 593                                                     |
| 1852 | 1852                                                    |                                                         | 597                                                     | 597                                                     |
| 1858 | 1858                                                    |                                                         | 518                                                     | 518                                                     |
| 1864 | 1864                                                    |                                                         | 458                                                     | 458                                                     |
| 1871 | 1871                                                    |                                                         | 448                                                     | 448                                                     |
| 1875 | 1875                                                    |                                                         | 439                                                     | 439                                                     |
| 1885 | 1885                                                    |                                                         | 467                                                     | 467                                                     |
| 1895 | 1895                                                    |                                                         | 449                                                     | 449                                                     |
| 1905 | 1905                                                    |                                                         | 491                                                     | 491                                                     |
| 1910 | 1910                                                    |                                                         | 526                                                     | 526                                                     |
| 1925 | 1925                                                    |                                                         | 551                                                     | 551                                                     |
| 1939 | 1939                                                    |                                                         | 578                                                     | 578                                                     |
| 1946 | 1946                                                    |                                                         | 819                                                     | 819                                                     |
| 1950 | 1950                                                    |                                                         | 880                                                     | 880                                                     |
| 1956 | 1956                                                    |                                                         | 856                                                     | 856                                                     |
| 1961 | 1961                                                    |                                                         | 916                                                     | 916                                                     |
| 1967 | 1967                                                    |                                                         | 1.074                                                   | 1.074                                                   |
| 1970 | 1970                                                    |                                                         | 1.121                                                   | 1.121                                                   |
| 1980 | 1980                                                    |                                                         | ?                                                       | ?                                                       |
| 1990 | 1990                                                    |                                                         | ?                                                       | ?                                                       |
| 2000 | 2000                                                    |                                                         | ?                                                       | ?                                                       |
| 2005 | 2005                                                    |                                                         | 1.315                                                   | 1.315                                                   |
| 2010 | 2010                                                    |                                                         | 1.322                                                   | 1.322                                                   |
| 2011 | 2011                                                    |                                                         | 1.233                                                   | 1.233                                                   |
| 2015 | 2015                                                    |                                                         | 1.229                                                   | 1.229                                                   |
| 2018 | 2018                                                    |                                                         | 1.309                                                   | 1.309                                                   |
| 2021 | 2021                                                    |                                                         | 1.319                                                   | 1.319                                                   |
| Datenquelle: Historisches Gemeindeverzeichnis für Hessen: Die Bevölkerung der Gemeinden 1834 bis 1967. Wiesbaden: Hessisches Statistisches Landesamt, 1968. Weitere Quellen: LAGIS; Gemeinde Altenstadt; Zensus 2011 |                                                         |                                                         |                                                         |                                                         |

Historische Religionszugehörigkeit
| • 1961: | 720 evangelische (= 78,60 %), 167 katholische (= 18,23 %) Einwohner |

## Politik
Für Höchst an der Nidder besteht ein Ortsbezirk (Gebiete der ehemaligen Gemeinde Höchst an der Nidder) mit Ortsbeirat und Ortsvorsteher nach der Hessischen Gemeindeordnung.
Der Ortsbeirat besteht aus neun Mitgliedern. Bei den Kommunalwahlen in Hessen 2021 betrug die Wahlbeteiligung zum Ortsbeirat 58,1 %. Dabei wurden gewählt: vier Mitglieder der SPD, zwei Mitglieder der CDU und drei Mitglieder der „Freien Wählergemeinschaft Altenstadt“ (FWG). Der Ortsbeirat wählte Volker Erb-Trost (SPD) zum Ortsvorsteher.

## Kulturdenkmäler

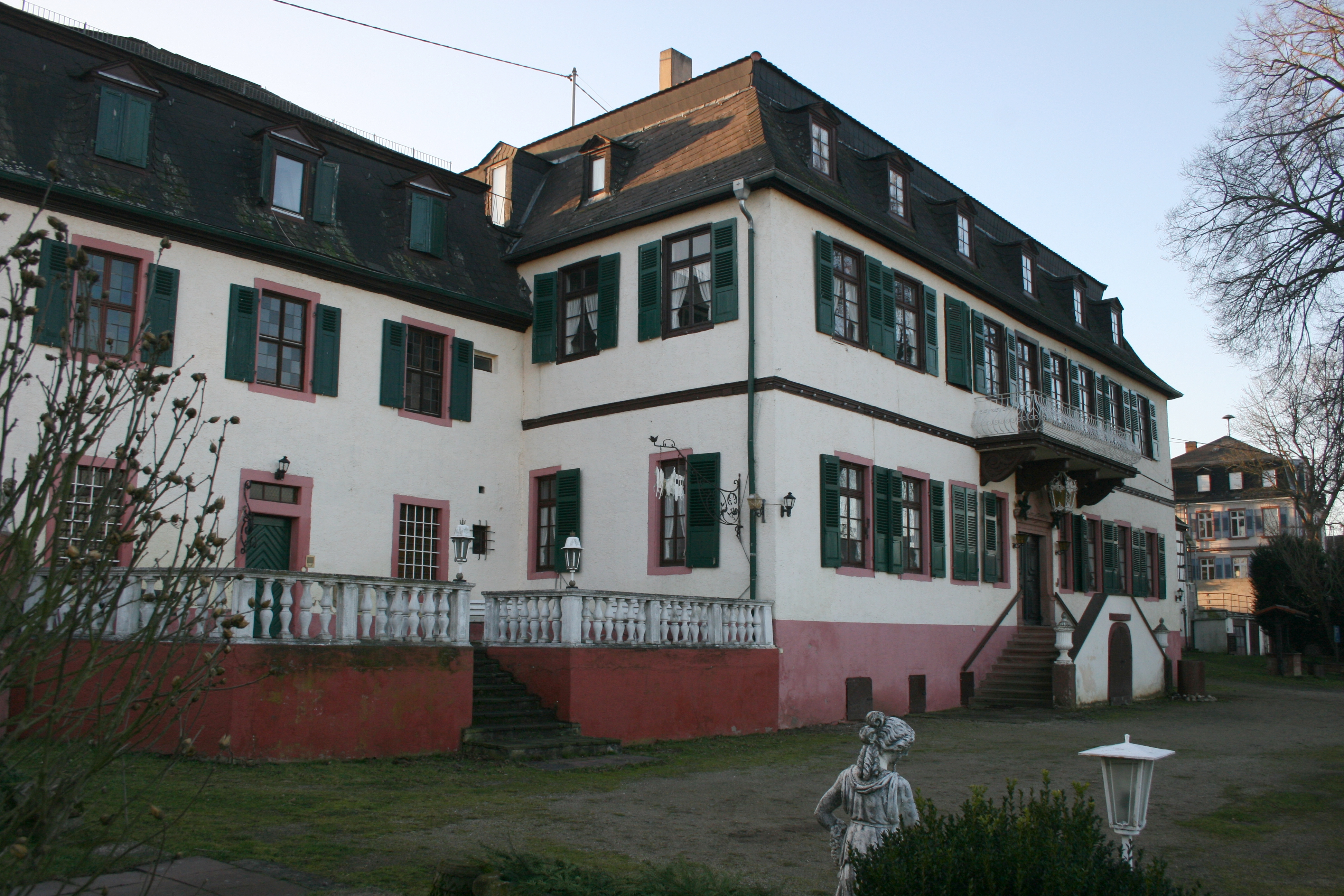
Schloss Günderrode

Siehe auch: Liste der Kulturdenkmäler in Höchst an der Nidder
In Höchst steht das Barockschloss der Freiherren von Günderrode aus den Jahren 1718 bis 1720. Das Schloss wurde in der Vergangenheit auch als Hotel benutzt. Vor einigen Jahren gelangte es in Privatbesitz und wurde umfangreich saniert. Die Sanierung des Haupthauses war Ende 2020 weitestgehend abgeschlossen. Seit 2021 wird das Nebengebäude umfangreich saniert.

## Wirtschaft und Infrastruktur

### Öffentliche Einrichtungen
Höchst hat eine Grundschule, einen Kindergarten, einen Tante-Emma-Laden, eine Gymnastikhalle sowie zwei Kirchen (gehörig zur SELK bzw. EKD).

### Verkehr
In Höchst ist ein Haltepunkt der Bahnstrecke Bad Vilbel–Lauterbach, der in den Hauptverkehrszeiten halbstündlich bzw. außerhalb der Hauptverkehrszeiten und am Wochenende stündlich angefahren wird. Drei Bushaltestellen ermöglichen Verbindungen u. a. nach Büdingen und Nidderau.

### Vulkanradweg
Der Vulkanradweg beginnt in Höchst und führt über Altenstadt, Lindheim und Enzheim weiter über die Trasse der in dem Bereich stillgelegten Bahnstrecke Bad Vilbel–Lauterbach („Oberwaldbahn“) von Stockheim nach Lauterbach. Heute ist der Vulkanradweg Teil des Bahnradweges Hessen, der auf ehemaligen Bahntrassen ca. 250 km durch den Vogelsberg und die Rhön führt.